# Покровский сельский совет (Мангушский район)
Покро́вский сельский совет (укр. Покро́вська сільська рада) — бывшая административно-территориальная единица составе Мангушского района
Донецкой области Украины, существовавшая с 15 августа 1945 года до 17 июля 2020 года.
До 2 апреля 2016 года — Ильичо́вский сельский совет Першотравневого района (названия сельсовета и района были изменены в процессе декоммунизации на Украине).
Административный центр сельского совета находился в селе Покровское (до 2016 года — Ильичовское).
Код сельского совета по КОАТУУ: 1423982200.

## Территория и население
Сельский совет располагался на востоке Мангушского района Донецкой области и граничил:
- на севере — с Бердянским сельским советом Мангушского района;
- на юге — с Мелекинским сельским советом Мангушского района;
- на западе — с Мангушским поселковым советом Мангушского района;
- на востоке — с Приморским районом города областного значения Мариуполь и акваторией Азовского моря.

По данным Всеукраинской переписи населения 2001 года в населённых пунктах Ильичовского сельсовета проживали 1’968 человек.

## Населённые пункты
| Населённый пункт                         | Население, чел. (на 2001 год) | Код КОАТУУ (до 2020) | Примечание |
| ---------------------------------------- | ----------------------------- | -------------------- | --- |
| село Покровское (центр сельского совета) | 1’383                         | 1423982201           | • до 15.08.1945 — хутор колхоза «Шлях Ильича» • до 01.01.1998 — село Ильичёвское • до 02.04.2016 — село Ильичовское • с 12.03.2022 — село Ильичовское (в Першотравневом районе ДНР) |
| село Огородное                           | 114                           | 1423984405           | • с 27.03.1959 — передано в состав Мелекинского сельсовета |
| село Садовое                             | —                             | —                    | • с 27.03.1959 — передано в состав Мелекинского сельсовета • с 17.07.1964 — село ликвидировано в связи с переселением жителей в другие населённые пункты                            |
| село Червоное                            | 295                           | 1423982203           | • до 15.08.1945 — хутор колхоза «Червоный Орач» |
| село Червоное Господарство               | —                             | —                    | • до 15.08.1945 — хутор колхоза «Червоное Господарство» • с 24.09.1979 — село ликвидировано и включено в состав Приморского района города Жданова                                   |
| село Широкая Балка                       | 246                           | 1423982204           | |
| посёлок Глубокое                         | 116                           | 1423984404           | • до 30.05.1958 — посёлок животноводческого участка совхоза «Портовской» • с 27.03.1959 — передан в состав Мелекинского сельсовета • с 14.09.2011 — село Глубокое                   |
| посёлок Портовское                       | 624                           | 1423984406           | • до 15.08.1945 — хутор совхоза «Портовской» • с 27.03.1959 — передан в состав Мелекинского сельсовета • с 14.09.2011 — село Портовское                                             |
| посёлок Рыбацкое                         | 44                            | 1423982202           | |

## История
Хутора, расположенные в Самариной балке, до 1923 года входили в состав Портовской волости Мариупольского уезда. В ходе административно-территориальной реформы в УССР 7 марта 1923 года были ликвидированы все уезды и волости, вместо которых были созданы округа и районы, делившиеся на сельсоветы. Населённые пункты Самариной балки вошли в состав Мелекинского сельсовета Новосёловского района Мариупольского округа Донецкой губернии.
2 сентября 1930 года, постановлением ВУЦИК и СНК УССР «О ликвидации округов и переходе на двухступенную систему управления», Новосёловский район был преобразован в Сартанский; при этом Мелекинский сельсовет вошёл в состав Мангушского района, а населённые пункты в Самариной балке были переданы в подчинение Мариупольскому горсовету.
28 января 1938 года, при восстановлении Мангушского района из западной части Мариупольского района, приграничные с ним населённые пункты в Самариной балке были переданы в административное обслуживание Портовского райгорсовета Мариуполя.
15 августа 1945 года из пригородной черты Мариупольского района был создан новый Приморский район. В него вошли также хутора по Самариной балке, исключённые из Портовского района города Мариуполя, и на этой территории был создан Ильичёвский сельский совет. Существовавшие здесь населённые пункты были переименованы:
- хутор колхоза «Шлях Ильича» — в село Ильичёвское (центр сельсовета);
- хутор колхоза «Червоное Господарство» — в село Червоное Господарство;
- хутор колхоза «Червоный Орач» — в село Червоное;
- хутор совхоза «Портовской» — в посёлок Портовское (с 14.09.2011 — село).

30 мая 1958 года посёлок животноводческого участка совхоза «Портовской» был переименован в посёлок Глубокое (с 14.09.2011 — село).
После ликвидации и расформирования Приморского района 22 января 1959 года Ильичёвский сельсовет был передан в состав Першотравневого района.
27 марта 1959 года Ильичёвский сельсовет был передан в подчинение Ждановскому горсовету за исключением 4 населённых пунктов, переданных в состав Мелекинского сельсовета:
- села Огородное;
- села Садовое (ликвидировано 17.07.1964 в связи с переселением жителей в другие населённые пункты)[11];
- посёлка Глубокое;
- посёлка Портовское.

30 декабря 1962 года Ильичёвский сельсовет вошёл в состав укрупнённого Володарского района. 8 декабря 1966 года Першотравневый район был восстановлен, и Ильичёвский сельсовет вернулся в его состав.
24 сентября 1979 года село Червоное Господарство площадью 76,5 гектаров было включено в черту города Жданова (вошло в Приморский район города).
В годы независимости Украины, согласно Классификатору объектов административно-территориального устройства Украины (КОАТУУ), русскоязычные названия сельсовета и его центра стали передаваться как Ильичовский и Ильичовское.
В рамках процесса декоммунизации на Украине село Ильичовское со 2 апреля 2016 года было переименовано в Покровское, а Ильичовский сельсовет — в Покровский.
В ходе административно-территориальной реформы 2015—2020 годов и реформы децентрализации на Украине 17 июля 2020 года, постановлением Верховной Рады «О создании и ликвидации районов», был образован Мариупольский район, разделённый на 5 территориальных общин. Покровский сельсовет прекратил своё существование, а его населённые пункты вошли в состав Мариупольской городской общины.
С марта 2022 года территория бывшего сельсовета перешла под контроль вооружённых сил (народной милиции) ДНР и войск Российской Федерации. Власти ДНР не признают ни изменений в территориальном делении, ни переименований населённых пунктов и административных районов на территории Донецкой области после 11 мая 2014 года. Таким образом, Ильичовский сельский совет был восстановлен в составе Першотравневого района ДНР.
30 сентября 2022 года территория сельсовета (вместе с остальной подконтрольной России частью ДНР) была аннексирована Российской Федерацией.